# 이즈시
이즈시(일본어: 伊豆市)는 일본 시즈오카현의 이즈반도 중앙부에 있는 이즈반도에서 최대의 면적을 자랑하는 시이다.

## 개요
시즈오카현 면적의 4.1%를 차지하며, 하마마쓰시·시즈오카시·가와네모토정에 이어 네 번째로 넓은 기초 자치체이다. 이처럼 광대한 면적을 가지고 있지만 심산한 이즈반도에 위치하기 때문에 시 면적의 67%는 산림으로 이루어져 있으며, 가주지 면적은 17.3% 정도로 인가의 대부분은 가노가와강과 그 지류 옆의 몇 안되는 평지에 모여 있다. 온천과 자연 환경을 주축으로 하는 관광지를 가지고 있다.

## 지리
대부분이 이즈반도의 해발 500~1,000m급 분수령으로 둘러싸여 있다. 이로 인해 시역은 분수령 안쪽 수야강 수계 상류 지역을 차지하는 내륙부와 스루가만에 접하는 해안부 두 부분으로 크게 나뉜다. 이 두 지역 사이에는 해발 약 570m의 선원고개가 있어 지역 주민의 심리적 장벽이 되고 있으며 생활권의 경계이기도 하다. 해안부는 내륙에 비해 난류인 쿠로시오 해류의 영향으로 다소 온난하다.
과거 화산섬이었던 이즈반도에 있기 때문에 화산 활동에서 유래한 지형이 남아 있으며 앞서 설명한 시를 둘러싸고 있는 분수령 산릉도 대형 화산이 침식되어 형성된 것으로 내륙 쪽의 저변에는 대형 화산의 잔재와 비교적 완만한 산세가 이어지는 지역도 있다. 북부 지역은 골프장이나 별장지, 테마파크로 이용되고 있다. 이들 대형 화산의 활동은 이미 끝났지만, 반도 서부의 이즈 동부 화산군은 현재도 활동 중이며, 이들 단성화산이 만들어낸 지형도 시내에 많이 존재하지만 인지도는 낮다.
기후는 일반적으로 온난한 지역으로 인식되는 이즈반도라 하더라도 텐조산 인근 산간 지역에는 눈이 쌓이는 해가 드물지 않다. 이 아마기산은 연간 강수량이 4,000mm를 넘기도 하는 다우 지대이다.

## 역사
시 출범까지
- 680년 - 스루가국에서 일부를 분리하여 이즈국을 설립하였다.

근대 이후
- 1868년 - 폐번치현으로 니라야마현이 성립했다.
- 1871년 11월 14일 - 제1차 부현 통합으로 오다와라현, 오기노야마나카현, 니라야마현이 통합하여 아시가라현이 발족했다.
- 1876년 8월 21일 - 아시가라현이 분할되어 시즈오카현과 가나가와현에 각각 편입되었다.
- 1904년 - 텐조산을 관통하는 구 텐조 터널이 개통해 미나미이즈에서 나카이즈로의 이동이 용이하게 되었다.
- 1906년 - 현재의 시즈오카현도 12호 이토슈젠지선이 현도 이토다이인선으로 냉천고개 루트로 개통했다.
- 1924년 8월 1일 - 하코네 철도 스루즈선의 다이진역~슈젠지역 구간이 개업했다.
- 1930년 11월 26일 - 기타이즈 지진이 발생하여 이즈반도 북부에서 큰 피해를 냈다.
- 1958년 9월 27일 - 가노가와강 태풍으로 가노가와강 유역에서 막대한 피해를 냈다.
- 1964년 - 슈젠지 로프웨이가 텐조산 북서쪽에 개업했다.
- 1964년 5월 15일 - 이즈 스카이라인의 스운잔 ~ 냉천 IC 구간이 개통했다.
- 1964년 10월 1일 - 이즈 스카이 라인의 시로산 IC ~ 아마기 고원 IC 구간이 개통했다.
- 1969년 8월 30일 - 니시이즈 스카이 라인이 개통했다.
- 1970년 4월 1일 - 신텐조 터널이 개통했다.
- 1974년 5월 9일 - 이즈반도 해역 지진이 발생했다.
- 1978년 1월 14일 - 이즈오시마 근해 지진이 발생하여 모치고에 광산의 고사이댐이 붕괴되고, 시안화물이 가노강으로 유출되었다.
- 1978년 7월 1일 - 나카이즈 바이패스가 개통했다.
- 1980년 9월 27일 - 니시이즈 바이패스가 개통했다.
- 1992년 9월 19일 - 이즈 종관 자동차도(슈젠지 도로)의 구마사카 IC ~ 슈젠지 IC 구간이 개통했다.

시 출범 후
- 2004년 4월 1일 - 다가타군의 슈젠지정·도이정·아마기유가시마정·나카이즈정이 합병해 이즈시가 성립하였다.
- 2004년 10월 9일 - 태풍 22호가 토비고개 부근에 상륙해 아마기유가시마 지구에서 사망자 1명이 발생하고 슈젠지 지구의 슈젠지 온천에서 슈젠지강이 범람해 피해를 냈다.
- 2006년 4월 21일 - 이즈반도 동쪽 해역 지진이 발생해 슈젠지 지구에서 진도 5약을 기록했다.
- 2007년 5월 27일 - NHK 노래자랑이 슈젠지 종합회관에서 공개 생방송을 진행했다.
- 2009년 8월 11일 - 스루가만 지진이 발생하여 아마기유가시마 지구에서 진도 6약을 관측했다. 이즈시에서 진도 6약을 기록한 것은 일본 기상청에 기록이 남은 1919년 이후 처음이다.
- 2012년 11월 10일 - 제36회 전국육수제가 개최되어 아마기노모리 회장에서 나루히토 황태자 임석 하에 손질 행사가 진행되었다.
- 2013년 6월 28일 - 커뮤니티 라디오국인 「FM IS」(에프엠 이즈, 애칭: 미라이즈 스테이션)가 개국하였다.

## 인구
| 연도 | 인구   | ±%     |
| ---- | ------ | ------ |
| 1960 | 44,240 | —      |
| 1970 | 40,875 | −7.6%  |
| 1980 | 39,915 | −2.3%  |
| 1990 | 38,999 | −2.3%  |
| 2000 | 38,581 | −1.1%  |
| 2010 | 34,206 | −11.3% |

|                                            | |
| 이즈시의 전국의 연령별 인구 분포（2005년） | 이즈시의 연령·남녀별 인구 분포（2005년）                                                                                  |
| ■자주색 ― 이즈시 ■녹색 ― 일본전국          | ■파랑색 ― 남자 ■빨간색 ― 여자                                                                                             |
| · 이즈시（에 해당되는 지역）의 인구추이    | |
| 일본 총무성 통계국 국세조사 결과           | |
|                                            | 이 그래프는 더 이상 지원되지 않는 레거시 그래프 확장 기능을 사용하고 있습니다. 새로운 차트 확장 기능으로 변환해야 합니다. |

### 대책
시가지 재개발 사업
이즈시에서는 인구 감소를 막아 이즈하코네 철도 슨즈선을 이용한 누마즈·미시마 지구의 베드타운화를 현재 이상으로 이루어내 인구 증가로 연결하기 위해서 슈젠 지역을 위주로 시가지 재개발 사업을 진행하고 있다. 주요 내용은 슈젠지역 역사 재건축과 북쪽 출구 신설, 역남·역북 지구 연결 통로 신설, 역북 광장 폐지, 대형 주차장 신설, 새로운 광장 설치, 보도 재정비 등이다. 슈젠지역 주변 시가지 재개발 완료 후에는 마키노고역 역사 재건축, 아파트 신설 등도 검토되고 있다.

## 교통

### 철도
- 이즈하코네 철도 슨즈선

### 도로
- 국도 제136호선
- 국도 제414호선